# Micromalthus debilis
Micromalthus debilis är en skalbaggsart som beskrevs av Leconte 1878. Micromalthus debilis ingår i släktet Micromalthus och familjen Micromalthidae. Inga underarter finns listade i Catalogue of Life.

## Bildgalleri

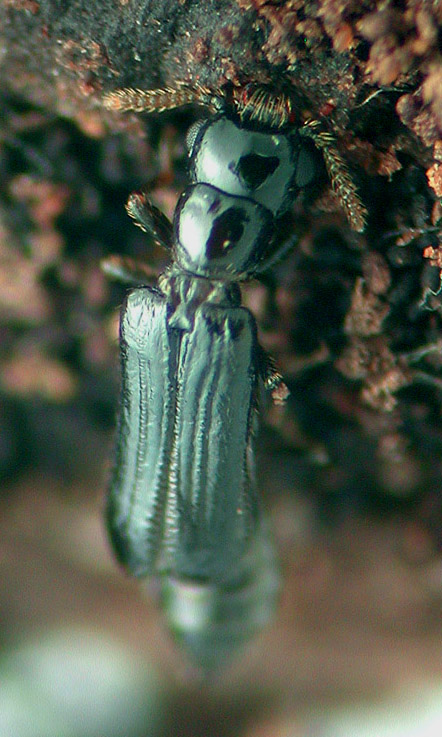